# Avan (Degerfors socken, Västerbotten, 717336-168407)
Avan är en sjö i Vindelns kommun i Västerbotten och ingår i Sävaråns huvudavrinningsområde.